# Maria Cuțarida-Crătunescu
Maria Cuțarida-Crătunescu (10 février 1857, Călărași, Principauté de Valachie - 16 novembre 1919, Bucarest, Royaume de Roumanie) est la première  médecin roumaine. Militante féministe, elle fonde la Societătea Maternă en 1897 et ouvre la première crèche en Roumanie de 1899.

## Biographie

### Formation
Originaire de Călărași, en Roumanie, Maria Cuțarida-Crătunescu étudie au lycée à Bucarest, puis encouragée par sa famille, elle intègre un lycée de Zurich. Elle s'inscrit ensuite à la Faculté de médecine de l'Université de Zurich en 1877. Grâce à une bourse, elle continue par la suite sa formation à l'Université de Montpellier, en France, où elle entreprend sa thèse de premier cycle. Elle fait partie des 17 étudiantes en médecine en France à cette époque. Maria Cuțarida-Crătunescu effectue son stage hospitalier et sa formation doctorale à Paris, elle se spécialise en gynécologie auprès du médecin Sigismond Jaccoud. Elle devient médecin en 1884, diplômée magna cum laude ; sa thèse s'intitule De l'hydrorrhée et de sa valeur séméiotique dans le cancer du col de l'utérus. 

### Carrière
De retour en Roumanie, elle demande à travailler à Spitalul Brâncovenesc (ro), dans le service de gynécologie. Elle y est refusée, à la place, elle obtient un poste de professeur d'hygiène. En 1886, elle devient cheffe du service d'hygiène de l'hôpital psychiatrique « Elena Doamna » et, en 1891, elle est promue cheffe du service de gynécologie de l'hôpital Filantropia (ro) de Bucarest.
En 1897, Maria Cuțarida-Crătunescu fonde Societătea Maternă pour aider les enfants pauvres. Deux ans plus tard, en 1899, elle travaille comme médecin auprès des ouvrières d'une fabrique de tabac. C'est dans ce contexte qu'elle ouvre la première crèche de Roumanie. 
En 1900, elle présente la conférence « Le travail des femmes roumaines » lors d'un congrès à Paris. Elle est, par la suite, régulièrement invitée à des conférences à Bruxelles (1907) et à Copenhague (1910).

### Fin de vie
Durant la Première Guerre mondiale, Maria Cuțarida-Crătunescu est médecin à l'hôpital militaire no. 134. Elle prend sa retraite après la guerre, probablement pour des raisons de santé. Elle meurt à Bucarest en 1919.